# Stuhlsatzenhaus
Das Stuhlsatzenhaus war eine Gaststätte und Gartenwirtschaft im Wald bei Saarbrücken nahe dem Universitätsgelände. Der Name erinnert an den Zaunknecht Nikolaus Stuhlsatz (1747–1793).

## Geschichte

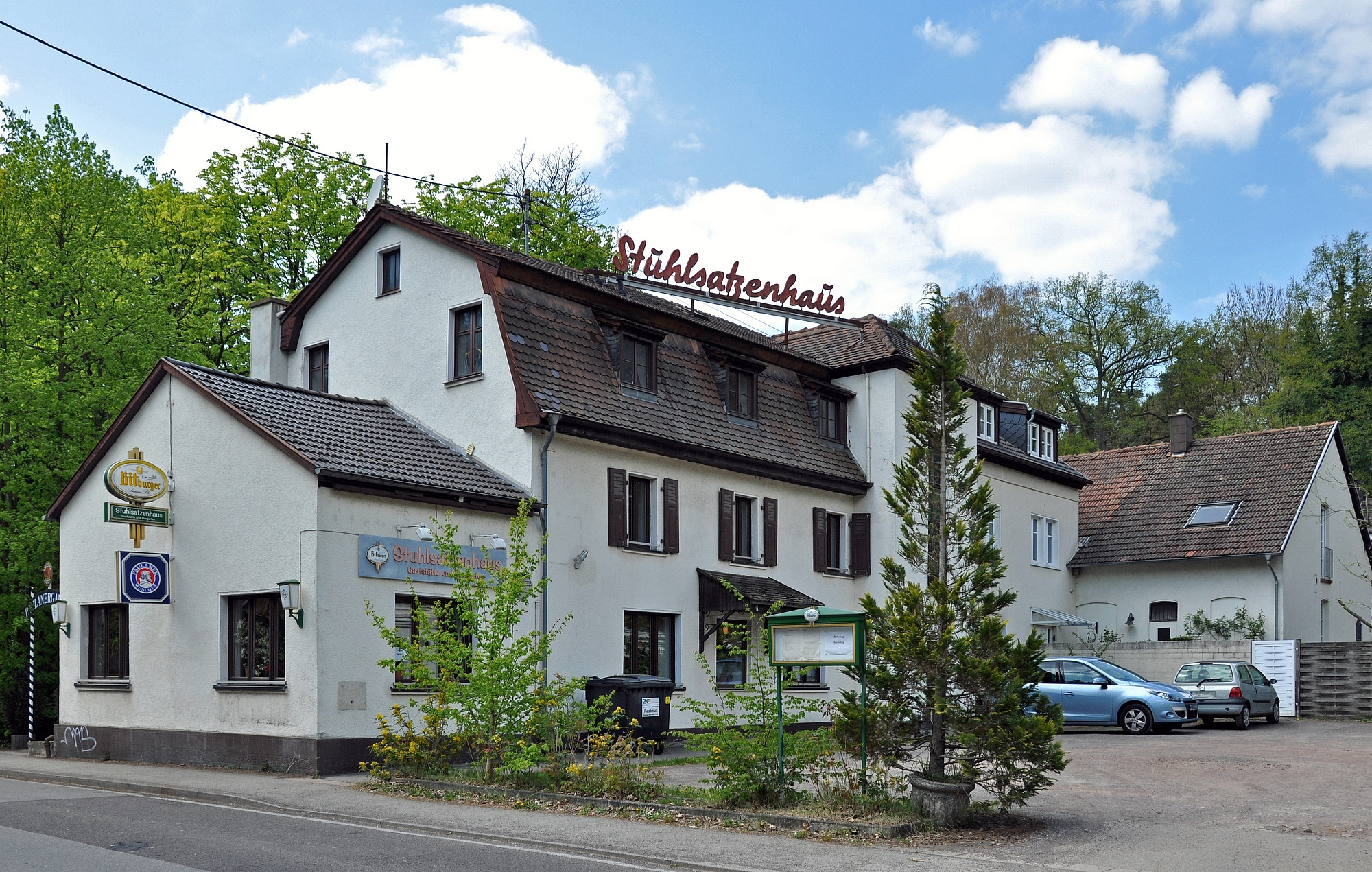
Das ehemalige Restaurant Stuhlsatzenhaus

Der Wohnplatz entstand auf der Gemarkung von Scheidt an der Banngrenze zu St. Johann und Dudweiler. Nach 1750 errichtete hier der Landesherr, Fürst Wilhelm Heinrich, ein Wildgatter und beauftragte einen Zaunknecht, Holz- und Wildfrevel zu verhindern. Das Gebäude auf der „Scheidterfrön“ hieß zunächst „Torhaus auf dem Scherberg“ oder „Scherberger Torhaus“. Zaunknecht war nach 1781 Nikolaus Stuhlsatz (1747–1793), von Beruf Ziegelbrenner, der aus Differten stammte.
Mit der Französischen Revolution verlor unter Wilhelm Heinrichs Sohn Ludwig auch das Wildgatter seine Bedeutung. Nach dem Tod Nikolaus’ bewohnte dessen Sohn Johann Peter (1772–1815) das Gebäude. Mit dessen Tod taucht in den Chroniken der Name Johann Friedrich Huber auf, dessen Nachkommen bis 2018 das Stuhlsatzenhaus bewirtschafteten.
Der Ackerer Johann Friedrich Huber stammte aus Dudweiler und heiratete 1815 die von der Witwe Stuhlsatz adoptierte Dienstmagd Magdalena Huy (1794–1845) aus Scheidt. 1819 wurde zwischen der Witwe und dem jungen Paar ein „Pacht-Contract“ über das „königliche Land in der Scheidter Fröhn“ geschlossen. Darin werden zehn Morgen Wiesen und Feldland genannt, die für zwei Taler jährlich und auf unbestimmte Zeit genutzt werden können. Nach dem Tod der Witwe wurden die Eheleute Friedrich Huber und seine Frau am 19. Mai 1832 mit einer Regierungsverfügung zu den rechtmäßigen Nachkommen der verstorbenen Eheleute Stuhlsatz als neue Pächter bestimmt. Nach genaueren Vermessungen wurde die Fläche auf 13 Morgen festgelegt, die Grundsteuer betrug ein Taler, vier Groschen und zehn Pfennig. Weiter hieß es: „aus dem Vertrag erwachsen keine Eigentumsrechte an Grund und Boden“.
1843 wohnte nur die Familie Huber in Stuhlsatzenhaus. 1852 verstarb Johann Friedrich Huber, bereits 1845 seine Frau Magdalena. Sie hinterließen sechs Kinder, Erbe von Stuhlsatzenhaus wurde der Sohn Heinrich Nickel Huber (1819–1890), ein Bergmann. Am 27. Juni 1870 erhielt er die Erlaubnis, „für seine Person die Gartenwirtschaft zu betreiben“. Dieser Vertrag wurde 1881 auf seinen Sohn Friedrich Huber (1851–1918) übertragen. Erst 1936, 117 Jahre nach dem „Pacht-Contract“, wurde ein Mitglied der Familie Eigentümer des ehemaligen Forstbezirkes. Diese Linie Huber endete mit der letzten Besitzerin, einer Tochter von Franz Huber (1898–1939).
Für Generationen von Saarbrückern war die Waldschenke Stuhlsatzenhaus bis nach dem Zweiten Weltkrieg ein beliebtes Ausflugsziel bei Sonntagsspaziergängen. Legendär waren die „Maikuren“, bei denen ganz St. Johann an Himmelfahrt nach dem Stuhlsatzenhaus wanderte. Die Maiwanderung nahm den ganzen Tag in Anspruch. Bis zur Schließung galt es zusätzlich als eine Einkehrmöglichkeit für die nahe gelegene Universität.
Nach dem Haus ist auch die dort vorbeiführende Straße „Stuhlsatzenhaus“ (früher: „Stuhlsatzenhausweg“) benannt.
Im Oktober 2017 wurde bekannt, dass das Saarland das Grundstück für zwei Millionen Euro käuflich erworben hat, 800.000 Euro über dem damaligen Schätzwert.
Ende September 2018 wurde die Gaststätte geschlossen, von Juli bis September 2019 erfolgte der Abriss. Auf dem Gelände entstehen Erweiterungsbauten für das CISPA – Helmholtz-Zentrum für Informationssicherheit.

Abrissarbeiten im September 2019
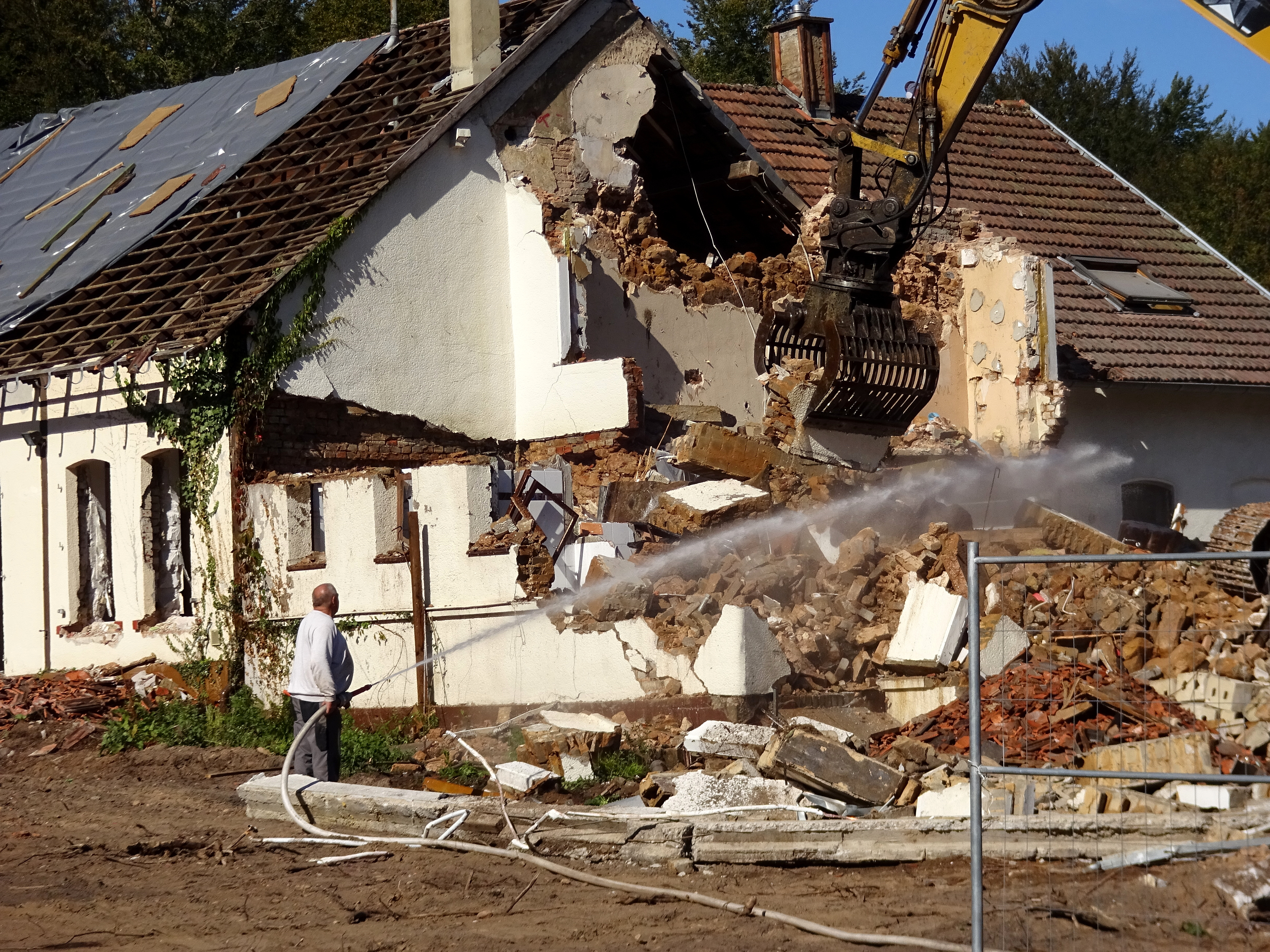
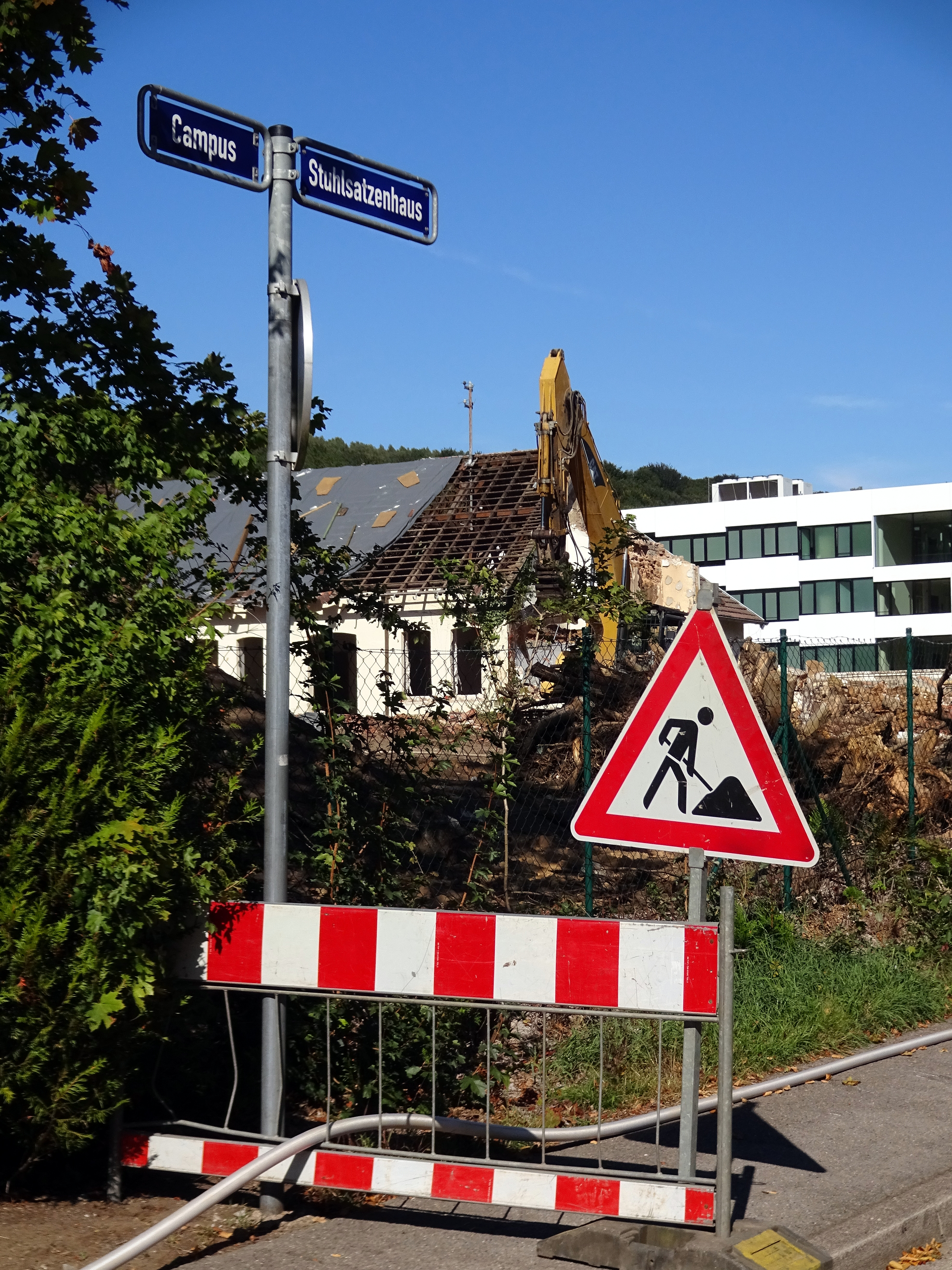

## Belege
1. 1 2   Heidelinde Jüngst-Kipper; Karl Ludwig Jüngst: Einwohner von Dudweiler und Jägersfreude vor 1815, Saarbrücken 1990, S. 503f
2. ↑  Walter Petto: Der St. Johanner Stadtbann im Spiegel der Grenzbeschreibungen und modernen Wandels. In: Zeitschrift für die Geschichte der Saargegend, Bd. 47, Saarbrücken 1999, S. 202, Anm. 139
3. ↑  Ernst Christmann: Flurnamen zwischen Rhein und Saar, Verlag der Pfälzischen Gesellschaft zur Förderung der Wissenschaften, Speyer 1965, S. 111
4. ↑  Online-Ausgabe der Saarbrücker Zeitung vom 25. März 2019, https://www.saarbruecker-zeitung.de/saarland/saarbruecken/saarbruecken/stuhlsatzenhaus-wird-abgerissen_aid-37684819
5. ↑  Printausgabe der Saarbrücker Zeitung vom 25. Oktober 2017, Seite B1, "Helmholtz-Zentrum kommt an die Uni"

Koordinaten: 49° 15′ 32″ N, 7° 3′ 3″ O